# Ткачук Олександр Іванович (військовик)
Олекса́ндр Іва́нович Ткачу́к — солдат Збройних Сил України, учасник російсько-української війни, який загинув у ході російського вторгнення в Україну в 2022 році.

## Життєпис
Народився 10 червня 1985 року в м. Кривому Розі на Дніпропетровщині.
Після закінчення загальноосвітньої школи навчався в Гірничому технікумі Криворізького технічного університету за спеціальністю «Технологія підземної розробки корисних копалин». Отримавши диплом, працевлаштувався на Криворізький залізорудний комбінат, починав з посади гірничого робітника дільниці № 9 шахти «Октябрська». Згодом опановував нову робітничу професію — трудився учнем прохідника на дільниці № 36, потім — прохідником. За час своєї роботи на підприємстві працював кріпильником та гірничим майстром на різних дільницях. Остання його посада — гірничий майстер дільниці № 16 (очисних робіт).
31 липня 2021 року був призваний на військову службу за контрактом до Збройних Сил України. Службу проходив у 53 ОМБр.
Загинув 6 березня 2022 року в боях з російськими окупантами в ході відбиття російського вторгнення в Україну (місце — не уточнено).

## Родина
Без чоловіка залишилася дружина Олена Олександрівна, без батька — донька Карина.

## Нагороди
- орден «За мужність» III ступеня (2022, посмертно) — за особисту мужність і самовіддані дії, виявлені у захисті державного суверенітету та територіальної цілісності України, вірність військовій присязі[3].